# Großer Ulmenprachtkäfer
| Bilder des Großen Ulmenprachtkäfers |                                  |
| |                                  |
| Bild 1: von der Seite |                                  |
| | Bild 3: von unten                |
| |                                  |
| Bild 4: von vorn |                                  |
| Bild 2: Teilansicht der Unterseite rechts teilweise eingefärbt grün: Prosternalfortsatz Vorderbrust blau: Mittelbrust gelb: Hinterbrust orange:Hinterhüften |                                  |
| Bild 5: Schildchen, Umriss rechts nachgezeichnet |                                  |
| Hinterrand des Analsegments der Weibchen zweier Arten im Vergleich, rechts nachgezeichnet                                                                   |                                  |
| |                                  |
| Bild 6: Großer Ulmenprachtkäfer | Bild 7: Großer Lindenprachtkäfer |

Der Große Ulmenprachtkäfer (Ovalisia mirifica) ist ein Käfer aus der Familie der Prachtkäfer (Buprestidae). Er verliert seine smaragdgrün bis blau schillernde metallische Färbung auch Jahrzehnte nach seinem Tod nicht, da sie größtenteils nicht durch Pigmente, sondern durch Interferenz bei der Brechung der Lichtstrahlen hervorgerufen wird.
In der Anlage 1 zur Bundesartenschutzverordnung wird die Art unter Streng geschützte Käfer geführt, in der Liste gefährdeter Tiere Deutschlands ist sie als vom Aussterben bedroht (Kategorie 1) gelistet, ebenso in Brandenburg. In Baden-Württemberg gilt der Käfer als ausgestorben, es sind jedoch Einzelfunde bekannt.

## Bemerkungen zum Namen und Systematik
Die Art wird von Mulsant 1855 unter dem Namen Lampra mirifica  erstmals beschrieben. Wegen der großen Ähnlichkeit zur Art Lampra dives, die wiederum synonym zu Lampra decipiens steht, sind alle Literaturangaben sehr kritisch zu hinterfragen.
Der Artname mirífica (lat. wunderbar) bringt zum Ausdruck, welchen Eindruck die Färbung dieses Käfers auf den Betrachter macht. Diese Eigenschaft grenzt die Art jedoch in keiner Weise gegen die verwandten Arten ab, denn auch  rutilans (lat. rötlich schimmernd) und dives (lat. reich) beeindrucken durch ihre goldgrüne Färbung. Auch das Synonym gloriosoides (lat. und altgr.: nach Art der Ruhmreichen) bezieht sich auf die prächtigen Farben. Ein sicheres Merkmal zum Trennen von mirifica und dives ist erst ab Mitte des 20. Jahrhunderts bekannt.
Die Gattung Ovalisia wird erst 1900 von Kerreman aufgestellt. Sie wird als Synonym zu Lampra betrachtet. Die Untergattung Scintillatrix, die von Obenberger 1956 aufgestellt wird, wird heute teilweise bereits wieder als Gattung gesehen, und Ovalisia als Untergattung von Lamprodila betrachtet. Weiterhin findet man als Gattungsname neben Ovalisia und Scintillatrix häufig noch Poecilonota und Lampra, außerdem gibt es noch weitere Synonyme. Als deutscher Name wird häufig nur "Ulmenprachtkäfer" benutzt, weil die Art sich ausschließlich in Ulme entwickelt. Es gibt jedoch eine kleine Art der Gattung Anthaxia, die Kleiner Ulmenprachtkäfer genannt wird, deswegen ist der ausführliche Name "Großer Ulmenprachtkäfer" vorzuziehen.
Nach der hier vertretenen Auffassung ist die Gattung Ovalisia in Europa mit zwei Untergattungen und neun Arten vertreten.

## Merkmale
Der Körper ist mehr als zweieinhalb mal so lang wie breit und abgeflacht. Im mittleren Bereich verlaufen die Seiten parallel. Es überwiegt die goldgrüne Farbe, die an den Seiten des Halsschildes und der Flügeldecken in goldgelb bis rotgold übergeht. Der Käfer wird 7,5 bis vierzehn Millimeter lang.
Der Kopf ist von oben gesehen viel breiter als lang. Die Augen nehmen den Großteil der Kopfseiten ein, ihr Hinterrand liegt weitgehend dem Halsschild an (Bild 1). Die elfgliedrigen Fühler sind ab dem fünften Glied nach innen erweitert (gesägt, Bild 4). Die Oberlippe ist rechteckig und vorn ausgeschnitten, die Oberkiefer sind kräftig, gekrümmt und auf der Innenseite ausgeschnitten. Die Endglieder der Kiefertaster und der Lippentaster sind kurz und schräg abgestutzt. Auf der Stirn befindet sich im Unterschied zum Großen Weidenprachtkäfer (Ovalisia dives) keine flache Beule.
Der Halsschild verjüngt sich vorn auf Kopfbreite, an der Basis ist er am breitesten. In der Mitte trägt er einen dunklen Längsstreifen.
Die Flügeldecken sind zwischen den Schultern etwas breiter als der Halsschild, hinter der Mitte sind sie etwas erweitert, dahinter ist der Außenrand leicht gesägt. Am Ende sind die Flügeldecken gemeinsam abgestutzt und unregelmäßig kräftig gezähnt. Die Zähnung ist stärker als beim Großen Lindenprachtkäfer (Ovalisia rutilans) und schwächer als beim Großen Weidenprachtkäfer. Die Flügeldecken sind längs gestreift. Die Zwischenräume der Streifen sind flach, die erhabenen dunklen rechteckigen Flecken (Gitterflecken, Fensterflecken) sind zahlreicher als beim Großen Lindenprachtkäfer.
Das Schildchen (Scutellum) ist nur etwa doppelt so breit wie lang, weil die Ecke hinten in der Mitte (Suturalecke) deutlich ausgeprägt ist (Bild 5, rechts orange nachgezogen). Die zugespitzten seitlichen Hinterecken sind weiter voneinander entfernt, als die stumpfen Vorderecken.
Auch die Unterseite und die Beine sind metallisch grün. Die Höhlen, in denen die Vorderhüften eingelenkt sind, sind nach hinten offen. Sie sind durch einen breiten Fortsatz der Vorderbrust (Bild 2, rechts grün) getrennt, der die Mittelbrust (Bild 2, rechts blau) scheinbar trennt. Dieser Fortsatz ist beim Weibchen nur spärlich punktiert, entlang der Mitte nahezu glatt. Beim Männchen ist er dicht lang behaart (Pubeszens). Die Hinterhüften (Bild 2, rechts orange) liegen breit an die Hinterbrust (Bild 2, rechts gelb) an und sind nach hinten zur teilweisen Aufnahme der Hinterschenkel ausgehöhlt. Die Tarsen sind an allen drei Beinpaaren fünfgliedrig, alle Tarsenglieder außer das Krallenglied sind zur besseren Haftung auf dem Untergrund lappenförmig erweitert (gelappt). Die Krallen sind ungezähnt.
Auf der Körperunterseite sind die ersten beiden Segmente des Hinterleibs (Sternite) miteinander verwachsen. Die drei sich stark ähnlich sehenden mitteleuropäischen Arten der Gattung lassen sich am besten am Rand des letzten Sternits (Analsternit) unterscheiden. Dieser ist beim Großen Ulmenprachtkäfer in beiden Geschlechtern deutlich ausgerandet. Auf beiden Seiten ist die Ausrandung durch einen Zahn begrenzt, der beim Großen Ulmenprachtkäfer deutlicher und spitzer ist als beim Großen Lindenprachtkäfer, aber nicht so kegelförmig in einen langen Dorn ausgezogen wie beim Großen Weidenprachtkäfer (Bild 6, Bild 7).

## Biologie
Die Art entwickelt sich vermutlich ausschließlich in Ulmen (monophag), bevorzugt in der Feldulme. Gewöhnlich werden geschädigte und absterbende Bäume befallen.
Die Käfer erscheinen im späten Frühjahr. Bei schlechtem Wetter und nachts sitzen sie reglos in Rindenspalten, bevorzugt im unteren Bereich des Stammes. Bei Wärme sind die Tiere sehr lebhaft und laufen eifrig auf besonnten Stammabschnitten oder Blättern herum. Sie nagen an den Blättern, kopulieren und fliegen benachbarte Bäume an, auch wenn dies keine Ulmen sind. Die Käfer verschwinden wieder nach etwa drei Wochen.
Die Larven entwickeln sich in und unter der Rinde des Stammes und dickerer Äste, bevorzugt im Bereich der Baumkrone. Bei genügend dicker Rinde legen die Larven einen flachen Gang in der Rinde an. Er verläuft längs und ist mit dunklem Bohrmehl dicht gestopft. Das Ende des Gangs liegt in einem Abschnitt mit dicker Borke. Es wird zur Puppenwiege erweitert. Der Baum wird nicht nachweisbar geschädigt, auch gesunde Bäume können auf diese Weise befallen werden. Bei Bäumen mit dünnerer Rinde fressen die Larven näher bei der Bastschicht, wobei sie diese schädigen. Dies wurde nur bei bereits geschädigten Pflanzen oder Pflanzenteilen beobachtet. Bei entsprechend dichtem Befall kann der Baum in ein bis zwei Jahren zum Absterben gebracht werden.
Die Überwinterung erfolgt in Mitteleuropa gewöhnlich als Larve. Die Verpuppung erfolgt im Frühjahr. Die Puppenruhe dauerte unter Zuchtbedingungen etwa zwei Wochen. Die Gesamtentwicklung dauert ein oder zwei Jahre.

## Vorkommen und Verbreitung
Man findet die Art rund ums Mittelmeer (holomediterran), sowie in Mittel- und Osteuropa (holomediterran-pontisches Faunenelement). In Mitteleuropa ist sie selten bis sehr selten. In Deutschland ist sie aus Baden-Württemberg, Hessen, Bayern und Brandenburg bekannt, jedoch sind die Funde Einzelfunde und stammen teilweise aus den 70er Jahren. Ein Fund aus Rheinland-Pfalz ist fraglich. Aus der Schweiz sind mehrere Fundstellen bekannt.